# Pagar Din
Pagar Din is een bestuurslaag in het regentschap Bengkulu Utara van de provincie Bengkulu, Indonesië. Pagar Din telt 1179 inwoners (volkstelling 2010).